# Mysletín
Mysletín är en ort i Tjeckien.   Den ligger i regionen Vysočina, i den centrala delen av landet, 100 km sydost om huvudstaden Prag. Mysletín ligger 553 meter över havet och antalet invånare är 108.
Terrängen runt Mysletín är lite kuperad. Runt Mysletín är det ganska glesbefolkat, med 25 invånare per kvadratkilometer. Närmaste större samhälle är Jihlava, 18,4 km sydost om Mysletín. Omgivningarna runt Mysletín är en mosaik av jordbruksmark och naturlig växtlighet.